# رستي ميتشيل
رستي ميتشيل (بالإنجليزية: Rusty Mitchell)‏ هو سائق سباق ومهندس أمريكي، ولد في 29 نوفمبر 1982 في مدلاند في الولايات المتحدة.